# Rhingia pycnosoma
Rhingia pycnosoma är en tvåvingeart som beskrevs av Mario Bezzi 1915. Rhingia pycnosoma ingår i släktet näbblomflugor, och familjen blomflugor. Inga underarter finns listade i Catalogue of Life.